# پنگم
پنگم (به انگلیسی: Pengam) یک منطقهٔ مسکونی در بریتانیا است که در شهرستان مستقل کرفیلی واقع شده‌است. پنگم ۳٬۸۴۸ نفر جمعیت دارد.